# Шанлијурфа
Шанлијурфа (тур. Şanlıurfa; или Урфа (тур. Urfa)) је град у Турској у вилајету Шанлијурфа. Према процени из 2009. у граду је живело 465.748 становника.

## Становништво
Према процени, у граду је 2009. живело 465.748 становника.
| 1990.   | 2000.   |
| ------- | ------- |
| 276.528 | 385.588 |